# Thinopteryx delectans
Thinopteryx delectans är en fjärilsart som beskrevs av Butler 1878. Thinopteryx delectans ingår i släktet Thinopteryx och familjen mätare. Inga underarter finns listade i Catalogue of Life.